# Ralf Kuhtz
Ralf Kuhtz (* 24. Mai 1960; † 31. Dezember 2022 in Hagen) war ein deutscher Basketballspieler. Der 2,05 Meter große Flügel- und Innenspieler bestritt 26 A-Länderspiele für die bundesdeutsche Nationalmannschaft.

## Spielerlaufbahn
Kuhtz, in Basketballkreisen unter dem Spitznamen „Kees“ bekannt, war bei der Kadetteneuropameisterschaft 1977 in Frankreich mit einem Punkteschnitt von 13,4 je Begegnung bester Werfer der deutschen Mannschaft. Er spielte von 1978 bis 1983 sowie von 1984 bis 1987 für den SSV Hagen in der Basketball-Bundesliga. In den Spieljahren 1987/88 sowie 1988/89 stand er in Diensten des TSV Hagen 1860 und 1990/91 von Brandt Hagen (ebenfalls jeweils in der ersten Liga). Später spielte er noch für den SVD 49 Dortmund, mit dem er 1994 in die 2. Basketball-Bundesliga aufstieg. Während seiner Laufbahn erzielte Kuhtz in der Basketball-Bundesliga insgesamt 2299 Punkte.
Seinen Einstand in der deutschen A-Nationalmannschaft beging er im April 1982 in einem Freundschaftsspiel gegen die Türkei. Bis zum Frühjahr 1983 bestritt er 26 Länderspiele für die Auswahl des Deutschen Basketball Bundes.
Nach dem Ende seiner Leistungssportkarriere blieb Kuhtz dem Basketball als Trainer beim Verein Basketball Boele-Kabel treu und betreute als solcher annähernd 20 Jahre Mannschaften im Jugend- und Erwachsenenbereich. Er war ebenfalls Mitglied von Altherren-Mannschaften und wurde deutscher Meister in der Altersklasse Ü40.